# Maihueniopsis colorea
Maihueniopsis colorea ist eine Pflanzenart in der Gattung Maihueniopsis aus der Familie der Kakteengewächse (Cactaceae). Das Artepitheton colorea stammt aus dem Lateinischen, bedeutet ‚farbig‘ und verweist auf die Bedornung der  Art.

## Beschreibung
Maihueniopsis colorea bildet große, etwas aufgewölbte Haufen. Die leicht konischen, nicht gehöckerten Triebabschnitte sind bis zu 7 Zentimeter lang und weisen Durchmesser von bis zu 2,5 Zentimeter auf. Die großen vorstehenden Areolen sind bis weit hinunter an den Triebabschnitten vorhanden. Büschelförmige, bräunlich gelbe Glochiden werden nur an den unteren Areolen ausgebildet. Die ein bis vier aufrechten bis abstehenden, kräftigen geraden, weißen Mitteldornen besitzen eine rotbraune Spitze und sind bis zu 5 Zentimeter lang. Die ein bis vier dünnen, gewundenen, weißen Randdornen sind 5 bis 10 Millimeter lang. 
Über die  Blüten ist nichts bekannt. Die Früchte sind entlang ihres oberen Randes mit Glochiden und bis zu 2 Zentimeter langen dünnen Dornen besetzt.

## Verbreitung und Systematik
Maihueniopsis colorea ist in der chilenischen Region Atacama nordöstlich der Stadt Copiapó verbreitet.
Die Erstbeschreibung als Tephrocactus coloreus erfolgte 1963 durch Friedrich Ritter. 1980 stellte er die Art in die Gattung Maihueniopsis. Ein weiteres nomenklatorisches Synonym ist Opuntia colorea (F.Ritter) D.R.Hunt (1997).
Maihueniopsis colorea ist nur unzureichend bekannt.

## Nachweise